# Publius Egnatius Celer
Publius Egnatius Celer (bl. 1. Jahrhundert) war ein stoischer Philosophielehrer, der unter den Kaisern Nero und Vespasian in Rom wirkte.
Seine genaue Lebenszeit und seine Herkunft sind ungewiss; nach Cassius Dio stammte er aus Berytos, dem heutigen Beirut, Juvenal deutet an, dass Tarsus seine Heimat war. Im Jahr 66 denunzierte er den Konsular Quintus Marcius Barea Soranus, dessen Freund, Lehrer und Klient er gewesen war, und dessen Tochter Servilia und sagte gegen Belohnung vor dem Senat falsch gegen sie aus. Soranus wurde des Majestätsverbrechens (crimen laesae maiestatis) schuldig befunden und zum Tod verurteilt; er beging schließlich Selbstmord.
Unter Vespasian Ende des Jahres 69 klagte der stoische Philosoph Gaius Musonius Rufus Celer wegen Falschaussage an; der Kyniker Demetrios übernahm seine Verteidigung. Im folgenden Jahr wurde Celer in Anwesenheit Domitians, der seinen Vater Vespasian vertrat, schuldig gesprochen und verbannt, sein Besitz beschlagnahmt.